# Giro di Danimarca 2021
Il Giro di Danimarca 2021, trentesima edizione della corsa, valevole come ventiseiesima prova dell'UCI ProSeries 2021 categoria 2.Pro, si è svolto in cinque tappe dal 10 al 14 agosto 2021 su un percorso totale di 783,3 km, con partenza da Struer e arrivo a Frederiksberg, in Danimarca. La vittoria è stata appannaggio del belga Remco Evenepoel, che ha completato il percorso in 17h19'17" precedendo il danese Mads Pedersen e l'olandese Mike Teunissen.
Al traguardo di Frederiksberg 105 ciclisti, sui 131 partiti da Struer, hanno portato a termine la competizione.

## Tappe
| Tappa  | Data      | Percorso                                          | km    | Vincitore di tappa | Leader cl. generale |
| ------ | --------- | ------------------------------------------------- | ----- | ------------------ | ------------------- |
| 1ª     | 10 agosto | Struer > Esbjerg                                  | 175,3 | Dylan Groenewegen  | Dylan Groenewegen   |
| 2ª     | 11 agosto | Ribe > Sønderborg                                 | 189,6 | Mads Pedersen      | Dylan Groenewegen   |
| 3ª     | 12 agosto | Tønder > Vejle                                    | 219,2 | Remco Evenepoel    | Remco Evenepoel     |
| 4ª     | 13 agosto | Holbæk > Kalundborg                               | 188,4 | Colin Joyce        | Remco Evenepoel     |
| 5ª     | 14 agosto | Frederiksberg > Frederiksberg (cron. individuale) | 10,8  | Remco Evenepoel    | Remco Evenepoel     |
| Totale | Totale    | Totale                                            | 783,3 |                    |                     |

## Squadre e corridori partecipanti
Alla competizione prendono parte 19 squadre, sei dell'UCI World Tour 2021, sette di categoria UCI ProTeam, cinque di categoria UCI Continental ed una squadra nazionale, ciascuna delle quali composta da sette corridori, per un totale di 133 ciclisti.
| N.    | Cod. | Squadra                |
| ----- | ---- | ---------------------- |
| 1-7   | UXT  | Uno-X Pro Cycling Team |
| 11-17 | DQT  | Deceuninck-Quick Step  |
| 21-27 | TFS  | Trek-Segafredo         |
| 31-37 | DSM  | Team DSM               |
| 41-47 | TJV  | Jumbo-Visma            |
| 51-57 | TQA  | Team Qhubeka NextHash  |
| 61-67 | LTS  | Lotto Soudal           |
| 71-77 | THR  | Vini Zabù              |
| 81-87 | RLY  | Rally Cycling          |
| 91-97 | TNN  | Team Novo Nordisk      |

| N.      | Cod. | Squadra                   |
| ------- | ---- | ------------------------- |
| 101-107 | BWB  | Bingoal Pauwels Sauces WB |
| 111-117 | SVB  | Sport Vlaanderen-Baloise  |
| 121-127 | BCF  | Bardiani-CSF-Faizanè      |
| 131-137 | MSP  | HRE Mazowsze Serce Polski |
| 141-147 | RIW  | Riwal Cycling Team        |
| 151-157 | TCQ  | ColoQuick Cycling         |
| 161-167 | SCC  | Restaurant Suri-Carl Ras  |
| 171-177 | BPC  | BHS-PL-Beton Bornholm     |
| 181-187 | DNK  | Danimarca                 |

## Dettagli delle tappe

### 1ª tappa
- 10 agosto: Struer > Esbjerg – 175,3 km

Risultati
| Pos. | Corridore         | Squadra    | Tempo    |
| ---- | ----------------- | ---------- | -------- |
| 1    | Dylan Groenewegen | Jumbo      | 3h55'36" |
| 2    | Mark Cavendish    | Deceuninck | s.t.     |
| 3    | Giacomo Nizzolo   | Qhubeka    | s.t.     |

| Pos. | Corridore         | Squadra    | Tempo    |
| ---- | ----------------- | ---------- | -------- |
| 1    | Dylan Groenewegen | Jumbo      | 3h55'36" |
| 2    | Mark Cavendish    | Deceuninck | s.t.     |
| 3    | Giacomo Nizzolo   | Qhubeka    | s.t.     |

### 2ª tappa
- 11 agosto: Ribe > Sønderborg – 189,6 km

Risultati
| Pos. | Corridore         | Squadra | Tempo    |
| ---- | ----------------- | ------- | -------- |
| 1    | Mads Pedersen     | Trek    | 4h02'02" |
| 2    | Giacomo Nizzolo   | Qhubeka | s.t.     |
| 3    | Dylan Groenewegen | Jumbo   | s.t.     |

| Pos. | Corridore         | Squadra | Tempo    |
| ---- | ----------------- | ------- | -------- |
| 1    | Dylan Groenewegen | Jumbo   | 3h55'36" |
| 2    | Giacomo Nizzolo   | Qhubeka | a 4"     |
| 3    | Mads Pedersen     | Trek    | a 6"     |

### 3ª tappa
- 12 agosto: Tønder > Vejle – 219,2 km

Risultati
| Pos. | Corridore          | Squadra    | Tempo    |
| ---- | ------------------ | ---------- | -------- |
| 1    | Remco Evenepoel    | Deceuninck | 4h54'44" |
| 2    | Tosh Van Der Sande | Lotto      | a 1'29"  |
| 3    | N. van der Lijke   | Riwal      | a 1'32"  |

| Pos. | Corridore        | Squadra    | Tempo     |
| ---- | ---------------- | ---------- | --------- |
| 1    | Remco Evenepoel  | Deceuninck | 12h44'14" |
| 2    | T. Van Der Sande | Lotto      | a 1'33"   |
| 3    | Mads Pedersen    | Trek       | a 1'36"   |

### 4ª tappa
- 13 agosto: Holbæk > Kalundborg – 188,4 km

Risultati
| Pos. | Corridore         | Squadra    | Tempo    |
| ---- | ----------------- | ---------- | -------- |
| 1    | Colin Joyce       | Rally      | 4h22'44" |
| 2    | Sebastian Nielsen | Restaurant | s.t.     |
| 3    | Martin Salmon     | DSM        | s.t.     |

| Pos. | Corridore        | Squadra    | Tempo     |
| ---- | ---------------- | ---------- | --------- |
| 1    | Remco Evenepoel  | Deceuninck | 17h07'04" |
| 2    | T. Van Der Sande | Lotto      | a 1'33"   |
| 3    | Mads Pedersen    | Trek       | a 1'36"   |

### 5ª tappa
- 14 agosto: Frederiksberg > Frederiksberg - Cronometro individuale – 10,8 km

Risultati
| Pos. | Corridore         | Squadra    | Tempo  |
| ---- | ----------------- | ---------- | ------ |
| 1    | Remco Evenepoel   | Deceuninck | 12'13" |
| 2    | S. Kragh Andersen | DSM        | a 1"   |
| 3    | Mads Pedersen     | Trek       | a 6"   |

| Pos. | Corridore       | Squadra    | Tempo     |
| ---- | --------------- | ---------- | --------- |
| 1    | Remco Evenepoel | Deceuninck | 17h19'17" |
| 2    | Mads Pedersen   | Trek       | a 1'42"   |
| 3    | Mike Teunissen  | Jumbo      | a 2'00"   |

## Evoluzione delle classifiche[1]
| Tappa              | Vincitore          | Classifica generale Maglia azzurra | Classifica a punti Maglia verde | Classifica scalatori Maglia a pois neri | Classifica giovani Maglia bianca | Premio combattività Maglia Blu | Classifica a squadre  |
| ------------------ | ------------------ | ---------------------------------- | ------------------------------- | --------------------------------------- | -------------------------------- | ------------------------------ | --------------------- |
| 1ª                 | Dylan Groenewegen  | Dylan Groenewegen                  | Dylan Groenewegen               | Frederik Irgens Jensen                  | Morten Aalling Nørtoft           | Rasmus Bøgh Wallin             | Deceuninck-Quick Step |
| 2ª                 | Mads Pedersen      | Dylan Groenewegen                  | Dylan Groenewegen               | Rasmus Bøgh Wallin                      | Mattias Skjelmose Jensen         | Rasmus Bøgh Wallin             | Trek-Segafredo        |
| 3ª                 | Remco Evenepoel    | Remco Evenepoel                    | Mads Pedersen                   | Rasmus Bøgh Wallin                      | Remco Evenepoel                  | Rasmus Bøgh Wallin             | Trek-Segafredo        |
| 4ª                 | Colin Joyce        | Remco Evenepoel                    | Mads Pedersen                   | Rasmus Bøgh Wallin                      | Remco Evenepoel                  | Rasmus Bøgh Wallin             | Trek-Segafredo        |
| 5ª                 | Remco Evenepoel    | Remco Evenepoel                    | Mads Pedersen                   | Rasmus Bøgh Wallin                      | Remco Evenepoel                  | Rasmus Bøgh Wallin             | Trek-Segafredo        |
| Classifiche finali | Classifiche finali | Remco Evenepoel                    | Mads Pedersen                   | Rasmus Bøgh Wallin                      | Remco Evenepoel                  | Rasmus Bøgh Wallin             | Trek-Segafredo        |

Maglie indossate da altri ciclisti in caso di due o più maglie vinte
- Nella 2ª tappa Mark Cavendish ha indossato la maglia verde al posto di Dylan Groenewegen.
- Nella 3ª tappa Giacomo Nizzolo ha indossato la maglia verde al posto di Dylan Groenewegen e Jakub Kaczmarek ha indossato quella blu al posto di Rasmus Bøgh Wallin.
- Nella 4ª e 5ª tappa Mattias Skjelmose Jensen ha indossato la maglia bianca al posto di Remco Evenepoel.
- Nella 4ª tappa Daniel Stampe ha indossato la maglia blu al posto di Rasmus Bøgh Wallin.
- Nella 5ª tappa Emil Toudal ha indossato la maglia blu al posto di Rasmus Bøgh Wallin.

## Classifiche finali

### Classifica generale - Maglia azzurra
| Pos. | Corridore          | Squadra    | Tempo     |
| ---- | ------------------ | ---------- | --------- |
| 1    | Remco Evenepoel    | Deceuninck | 17h19'17" |
| 2    | Mads Pedersen      | Trek       | a 1'42"   |
| 3    | Mike Teunissen     | Jumbo      | a 2'00"   |
| 4    | Nick van der Lijke | Riwal      | a 2'14"   |
| 5    | Tosh Van Der Sande | Lotto      | a 2'30"   |
| 6    | S. Kragh Andersen  | DSM        | a 3'46"   |
| 7    | Anthon Charmig     | Uno-X      | a 3'51"   |
| 8    | Mattias S. Jensen  | Trek       | a 4'06"   |
| 9    | Julien Bernard     | Trek       | a 4'42"   |
| 10   | Lucas Eriksson     | Riwal      | s.t.      |

### Classifica a punti - Maglia verde
| Pos. | Corridore         | Squadra    | Punti |
| ---- | ----------------- | ---------- | ----- |
| 1    | Mads Pedersen     | Trek       | 52    |
| 2    | Remco Evenepoel   | Deceuninck | 30    |
| 3    | Giacomo Nizzolo   | Qhubeka    | 29    |
| 4    | Mike Teunissen    | Jumbo      | 26    |
| 5    | Dylan Groenewegen | Jumbo      | 25    |

### Classifica scalatori - Maglia a pois neri
| Pos. | Corridore              | Squadra    | Punti |
| ---- | ---------------------- | ---------- | ----- |
| 1    | Rasmus Bøgh Wallin     | Danimarca  | 40    |
| 2    | Emil Toudal            | BHS        | 40    |
| 3    | Frederik Irgens Jensen | BHS        | 32    |
| 4    | Jannik Steimle         | Deceuninck | 16    |
| 5    | Julien Bernard         | Trek       | 12    |

### Classifica giovani - Maglia bianca
| Pos. | Corridore         | Squadra    | Tempo     |
| ---- | ----------------- | ---------- | --------- |
| 1    | Remco Evenepoel   | Deceuninck | 17h19'17" |
| 2    | Mattias S. Jensen | Trek       | a 4'06"   |
| 3    | Rick Pluimers     | Jumbo      | a 10'46"  |
| 4    | Antonio Puppio    | Qhubeka    | a 14'37"  |
| 5    | Kasper Andersen   | ColoQuick  | a 15'14"  |

### Premio combattività - Maglia blu
| Pos. | Corridore          | Squadra   | Punti |
| ---- | ------------------ | --------- | ----- |
| 1    | Rasmus Bøgh Wallin | Danimarca | 24    |
| 2    | Emil Toudal        | BHS       | 20    |
| 3    | Daniel Stampe      | Danimarca | 12    |
| 4    | Jakub Kaczmarek    | HRE       | 8     |
| 5    | Nickolas Zukowsky  | Rally     | 8     |

### Classifica a squadre
| Pos. | Squadra                | Tempo     |
| ---- | ---------------------- | --------- |
| 1    | Trek-Segafredo         | 52h08'18" |
| 2    | Deceuninck-Quick Step  | a 4'59"   |
| 3    | Jumbo-Visma            | a 10'27"  |
| 4    | Riwal Cycling Team     | a 10'37"  |
| 5    | Uno-X Pro Cycling Team | a 12'39"  |